# Wilhelmina Thomassen
Wilhelmina Maria Elisabeth Thomassen (Rotterdam, 8 september 1949), ook wel Willy Thomassen, is een Nederlands juriste en rechter.

## Loopbaan
Thomassen studeerde Nederlands recht aan de Universiteit Leiden. Ze was vanaf 1970 actief in de Kommunistiese Eenheidsbeweging Nederland (KEN) en Socialistiese Partij (SP). In 1975 volgde ze Koos van Zomeren op als voorzitter van de radicale Bond van Huurders en Woningzoekenden (BHW). Bij de Tweede Kamerverkiezingen 1977 was ze kandidaat namens de SP. Samen met haar echtgenoot verliet Thomassen de partij kort daarna.
Zij werd advocaat en was daarna lange tijd rechter in 's-Gravenhage. Van 1998 tot 2004 was zij rechter aan het Europees Hof voor de Rechten van de Mens in Straatsburg. Van 2004 tot 2012 was zij lid van de Hoge Raad. Van 2006 tot 2009 was zij gasthoogleraar internationalisering aan de Erasmus Universiteit Rotterdam. Van 2009 tot 11 november 2010 was zij voorzitter van de staatscommissie-Thomassen inzake een herziening van de Grondwet. Daarna was zij plaatsvervangend lid van de Venice Commission, lid van de Hammarskjold Commission en is zij thans lid van de International Council of Arbitration for Sport.
Thomassen is ridder in het Franse Legioen van Eer en Commandeur in de Orde van Oranje Nassau.

## Autobiografie
- Wilhelmina Thomassen, Mijn jaren: hoe ik mijn weg vond in de wereld van recht en rechtspraak, 2024, ISBN 9789078824114.

## Voetnoten en referenties
1. ↑  Frank Kuitenbrouwer, 'Geheim van de raadkamer' heeft langste tijd gehad. nrc.nl (26 februari 2010). Geraadpleegd op 10 juni 2017.
2. ↑  Wilhelmina Thomassen, LinkedIn profiel Wilhelmina Thomassen. Geraadpleegd op 10 juni 2017.
3. 1 2 3  Mooie donaties voor RR | Rechters voor Rechters. Geraadpleegd op 17 september 2019.
4. ↑  Het begin. KEN en MLS, geschiedenisspleiden.nl.
5. ↑  Bond van huurders en Woningzoekenden (BHW), geschiedenisspleiden.nl.
6. ↑  Publicatie kandidatenlijsten kieskring VI ('s-Gravenhage), Trouw, 21 mei 1977.
7. ↑  (en) Rainer Arnold (21 augustus 2012). The Universalism of Human Rights. Springer Science & Business Media. ISBN 9789400745100.
8. 1 2 3  Wilhelmina Thomassen benoemd tot Commandeur in de Orde van Oranje-Nassau. NJCM. Geraadpleegd op 17 september 2019.
9. ↑  Staatscommissie-Thomassen. www.parlement.com. Geraadpleegd op 17 september 2019.